# Mandarinseregély
A mandarinseregély (Sturnia sinensis)  a madarak osztályának verébalakúak (Passeriformes) rendjébe és a seregélyfélék (Sturnidae) családjába tartozó faj.

## Rendszerezése
A fajt Johann Friedrich Gmelin német természettudós írta le 1788-ban, az Oriolus nembe Oriolus sinensis néven. Sorolták a Sturnus nembe Sturnus sinensis néven is.

## Előfordulása
Kínában és Vietnámban fészkel, telelni délre vonul, Brunei, Dél-Korea, a Fülöp-szigetek, India, Japán, Laosz, Kambodzsa, Malajzia, Mianmar, Szingapúr, Tajvan és Thaiföld területére. 
Természetes élőhelyei a szubtrópusi és trópusi száraz erdők és cserjések, valamint városi régiók.

## Megjelenése
Testhossza 17 centiméter.
|  |

## Természetvédelmi helyzete
Az elterjedési területe nagyon nagy, egyedszáma pedig stabil. A Természetvédelmi Világszövetség Vörös listáján nem fenyegetett fajként szerepel.